# Trichopus zeylanicus
Trichopus zeylanicus là một loài thực vật có hoa trong họ Dioscoreaceae. Loài này được Gaertn. miêu tả khoa học đầu tiên năm 1788.